# Johan Fransson
Johan Fransson (* 18. Februar 1985 in Kalix) ist ein schwedischer Eishockeyspieler, der seit April 2019 bei Leksands IF in der Svenska Hockeyligan unter Vertrag steht.

## Karriere
Johan Fransson begann seine Karriere als Eishockeyspieler in seiner Heimatstadt beim Kalix HF, für den er in der Saison 2000/01 sein Debüt in der Division 1 gab. Anschließend wechselte der Verteidiger in den Nachwuchsbereich von Luleå HF, für den er von 2002 bis 2006 in der Elitserien aktiv war. In dieser Zeit wurde er im NHL Entry Draft 2004 in der zweiten Runde als insgesamt 34. Spieler von den Dallas Stars ausgewählt, für die er allerdings nie spielte. Im Sommer 2006 unterschrieb der Linksschütze einen Vertrag bei deren Ligarivalen Frölunda HC, wobei er die Spielzeit bei Ässät Pori aus der finnischen SM-liiga und dem schwedischen Erstligisten Linköpings HC beendete. Mit Linköpings wurde Fransson 2007 und 2008 jeweils Vizemeister und qualifizierte sich für die neugegründete Champions Hockey League, in der er in der Saison 2008/09 in allen vier Gruppenspielen seiner Mannschaft auf dem Eis stand. Dabei erzielte er ein Tor. Die Spielzeit beendete er jedoch beim HC Lugano in der Schweizer National League A.
Nach seiner zweiten Station im europäischen Ausland unterschrieb Fransson im Sommer 2009 einen Vertrag bei seinem Ex-Club Luleå HF. Im Juni erhielt er einen Vertrag über zwei Jahre bei den Los Angeles Kings, schaffte es aber nicht in den NHL-Kader und sollte für die Manchester Monarchs in der American Hockey League spielen. Mitte Oktober 2010 wurde Fransson vom SKA Sankt Petersburg aus der Kontinentalen Hockey-Liga verpflichtet. Für die Russen erzielte er in insgesamt 49 Spielen sechs Tore und zwölf Vorlagen. Anschließend kehrte er zur Saison 2011/12 zu seinem Stammverein Luleå HF zurück.
Kurz vor Saisonstart Anfang September 2014 wurde sein Wechsel zu den Rapperswil-Jona Lakers in die höchste Schweizer Liga bekannt. Fransson unterzeichnete einen Einjahresvertrag mit Option auf eine zweite Saison. Er wechselte jedoch nach der ersten Spielzeit zum Ligakonkurrenten Genève-Servette HC. Dort spielte er während vier Spielzeiten, ehe er zur Saison 2019/20 in seine Heimat zurückkehrte. Bei Leksands IF unterzeichnete Fransson einen Vierjahresvertrag.

### International
Für Schweden nahm Fransson an den U20-Junioren-Weltmeisterschaften 2004 und 2005 teil.
Bei der Weltmeisterschaft 2013 in Stockholm und Helsinki war Fransson Teil der Herren-Nationalmannschaft und gewann mit dieser die Goldmedaille.

## Erfolge und Auszeichnungen
- 2007 Schwedischer Vizemeister mit Linköpings HC
- 2008 Schwedischer Vizemeister mit Linköpings HC
- 2010 KHL-Verteidiger des Monats November
- 2010 Spengler-Cup-Gewinn mit dem SKA Sankt Petersburg
- 2013 Goldmedaille bei der Weltmeisterschaft
- 2014 Bronzemedaille bei der Weltmeisterschaft

## KHL-Statistik
(Stand: Ende der Saison 2010/11)